# رجل بالانجودا

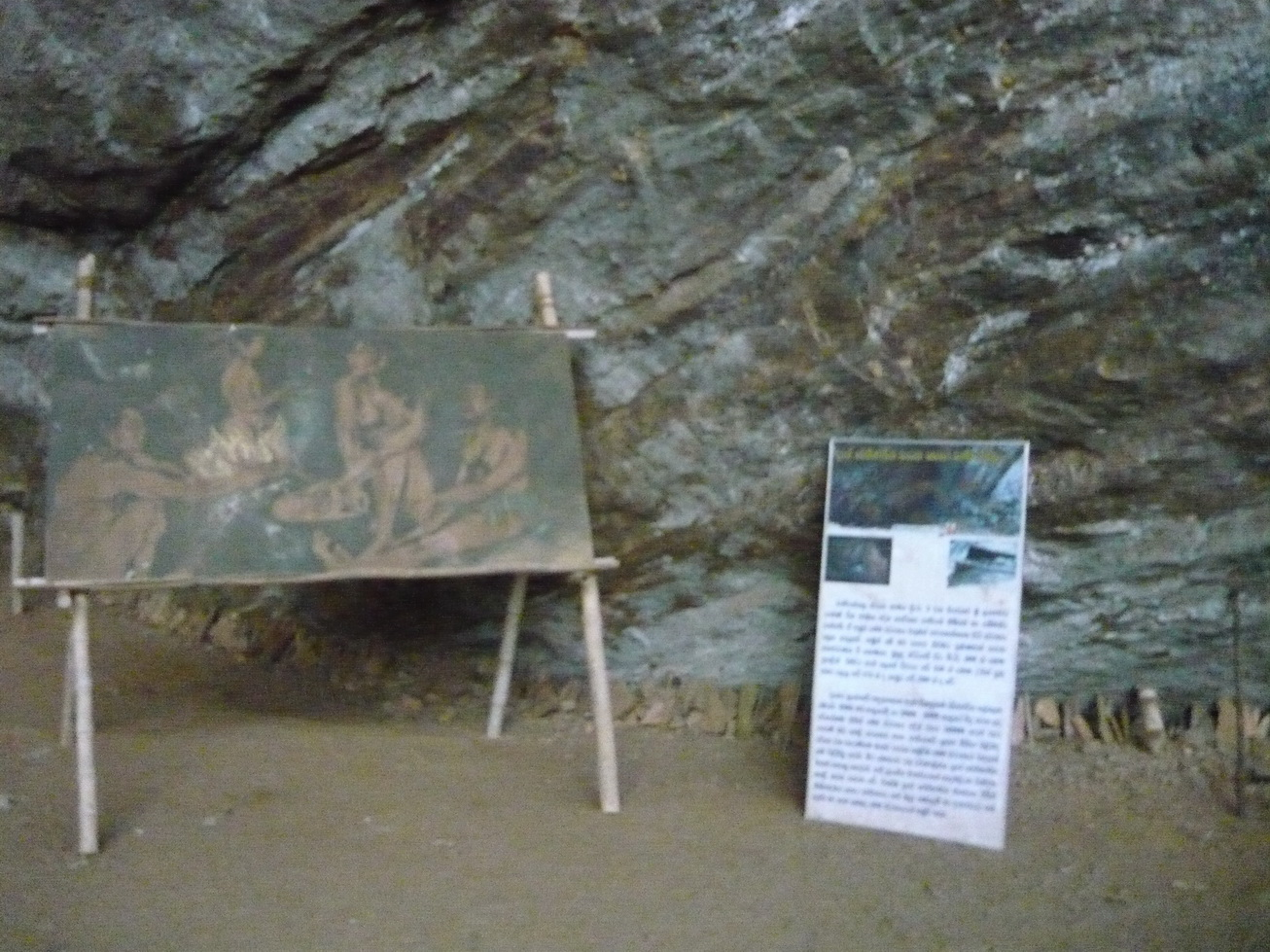

رجل بالانجودا (هوموسابيان بالانجوجينسيس)Balangoda Man يعود إلى أشباه البشر hominin من الحقبة الرباعية الحديثة لسريلانكا. تمت صياغة المصطلح في البداية ليشير إلى البشر العاقلين المعاصريين من الناحية التشريحية من مواقع بالقرب من مدينة بالانجودا الذين كانوا مسؤولين عن «ثقافة بالانجودا» الميزوليتية. أقدم أدلة رجل بالانجودا من التسلسلات الأثرية في الكهوف ومواقع أخرى تعود إلى 38,000 (ق.ح.)، ومن البقايا الهيكلية التي تم التنقيب عنها إلى 30,000 (ق.ح.)، والذي يعتبر ايضًا أول سجل مؤرخ يُعتمد عليه للبشر المعاصرين تشريحيًا في جنوب آسيا. تشمل البقايا الثقافية المكتشفة بجانب الشظايا العظمية حصاة دقيقة هندسية (نوع من الأدوات الحجرية) يمعود عمرها إلى 28,500 (ق.ح.)، اتعتبر سويًة مع بعض المواقع في أفريقيا أقدم سجلات لهذا النوع من الأدوات الحجرية.
رجل بالانجودا يُخمن بأن كان لديه جماجم سميكة، حواف بارزة فوق الحواجب، فكوك ثقيل، أنوف مضغوطة، رقبات قصيرة وأسنان كبيرة بشكل واضح.الخصائص الميترية والمورفوميترية لشظايا الجمجمة التي تم استخراجها من مواقع الكهف المسكونة خلال فترات زمنية مختلفة تشير إلى ندرة التقارب البايولوجي في إطار زمني يُقدر بحوالي 16,000 سنة، واحتمالية الاستمرار البايولوجي إلى ناس الفيدا الاصليين في يومنا الحالي.

## الأصل

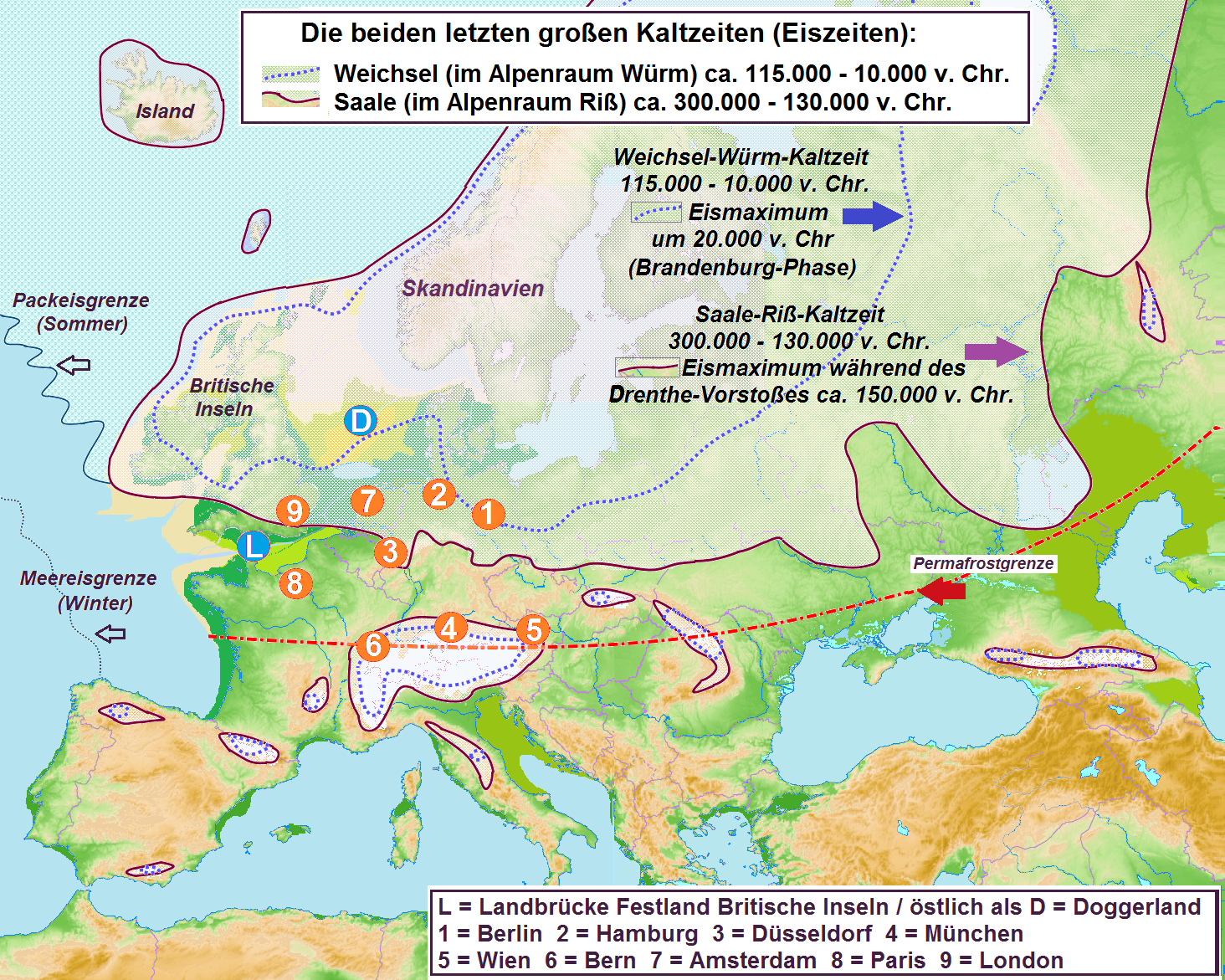
آخر فترتين جليديتين في العصر الجليدي: مجمع Weichsel / Würm ومجمع Saale / Riss. توقف التقدم الجليدي بفترات أكثر دفئًا انتشر فيها البشر القدامى في أوروبا (إنسان نياندرتال كأحفاد لـ "إنسان هايدلبيرغ") شمالًا وشمال شرقًا وراء خط التربة الصقيعية. من حوالي 40000 قبل الميلاد استقر رجل كرومجنون الحديث في هذه المنطقة.

البيانات الأثرية من الحقبة البليستوسينية في جنوب آسيا ضروري لفهمنا لتطور سلوك البشر المعاصرين وسرعة انتشار البشر الأوائل في العالم القديم. في أوقات ما قبل التاريخ، تحركات التجمعات السكانية من البشر والحيوانات من البر الهندي إلى سريلانكا وبالعكس حدث على الجرف القاري المشترك بين البلدين، والذي من قبل حوالي 7000 سنة (ق.ح.) كان مغمورًا بالماء تحت مضيق بالك وجسر آدم. كون عمقه حوالي 70 مترًا فقط، الانخفاضات الملحوضة في مستوى البحر بسبب التغير المناخي، في الـ 500,000 سنة الماضية على الأقل، تسبب أن يتعرض الجرف القاري إلى اخفاضات دورية ، مُشكلًا جسرًا بريًا بعرض حوالي 100 كيلومتر وطول 50 كيلومتر.
من تحليل الرواسب الساحلية قرب قرية بوندالا في منطقة هامبانتوتا في سريلانكا، علماء الحفريات قد جمعوا أدلة قوية لحيوانات ما قبل التاريخ في سريلانكا في 125,000 (ق.ح.). تنقيبات البحر أيضًا أسفرت عن أدوات من الكوارتز والشيرت تعود على الأرجح إلى فترة العصر الحجري الأوسط. بناًء على ذلك، يعتقد البعض باحتمالية وجود بشر ما قبل التاريخ في سريلانكا من 500,000 (ق.ح.) أو قبل ذلك، ويعتقدون بأمكانية أنهم كانوا على الجزيرة في 300,000 (ق.ح.).  تحليل آخر للرمال الساحلية القديمة في شمال وجنوب شرق الجزيرة قد ينتج عنه أدلة لهذا النوع من أشباه البشر الأوائل.
من جنوب آسيا بصورة عامة، يوجد أدلة قوية لهذا النوع من المستوطنات. بالرغم من عدم اعتباره من البشر العاقلين المعاصرين من الناحية التشريحية، جمجمة من وادري نارمادا المركزي في مادهيا براديش، الهند، يُطلق عليه اسم رجل نارمادا، هو أول اكتشاف مُصدق لأشباه البشر من العصر البليستوسيني الأوسط المتأخر (حوالي 200,000 ق.ح.) في جنوب آسيا. الاكتشاف أثار نقاشًا حول موقعه في الترتيب التصنيفي لأشباه البشر البليستوسينيين. السمات المورفومترية لا تطابق تماما سمات الإنسان المنتصب، ولكنهم يرتبطون بعينات من أشباه البشر تسمى الأنسان العاقل البدائي، والتي تشمل ما قبل الناندرتال من أوروبا وغرب آسيا. تصنيفات أخرى للجمجمة تشمل إنسان الهيديلبيرجينسيس والأنسان العاقل المتطور، لكن هذا الأخير كان موضع خلاف من قبل البعض لعدم إمتلاكه لمعنى تصنيفي.

## الاكتشافات الهيكلية والحضارية في سريلانكا
بالمقارنة مع أوائل الأحافير السريلانكية، السجل الأحفوري للجزيرة من حوالي 40,000 (ق.ح.) وبعدها أكثر اكتمالًا. الأحافير المُنقب عنها للهياكل والبقايا الحضارية من هذه الفترة توفر لنا أقدم السجلات للإنسان العاقل المعاصر من الناحية التشريحية في جنوب آسيا، بعض أقدم الأدلة لاستخدام أدوات حجرية من نوع معين.
كهف فا هين في مقاطعة كالوتارا في سريلانكا، أحد أكبر الكهوف على الجزيرة، قد أسفرت عن بعض من أقدم تلك الأحافير. التأريخ الإشعاعي من بعض عينات الفحم المُنقب عنها كشفت على أن الكهوف كانت مسكونة من 34,000 إلى 5,400 (ق.ح.)، فترة وُجد أنها متناسقة مع المستويات السكنية لبعض الكهوف الأخرى الموجودة على الجزيرة. تواريخ من التسلسلات الحضارية في الكهف تقترح وجود استيطان أقدم بقليل من 38,000 (ق.ح.) .أقدم الهياكل المكتشفة من كهف فا هين كانت تلك التابعة لطفلة والتي يقدر عمرها بطريقة  الكربون المشع  بحوالي 30,000. (ق.ح.).
تنقيبات من الطبقة السابعة في السنة التالية أنتجت بقايا بشرية أكثر مع الفحم وحصى دقيقة هندسية أخرى، مثل 1-4 سنتيمتر [2]مثلثة طويلة، أدوات حجرية شبه منحرفة أو هلالية مصنوعة من حجر الفلينت والشيرت الذي يتكون، من ضمن المصنوعات الأخرى، النهايات المدببة لأسلحة الصيد كالرماح والسهام. فحوصات القياس بالإشعاع على الفحم أرجع عمر الأدوات إلى حوالي 28,000 (ق.ح.)
كهوف في باتادومبا لينا، 460 مترًا فوق سطح البحر في خاصرة جبل سري بادا (قمة آدم)، أسفرت أيضًا عن عدة بقايا قديمة مهمة. أول تنقيب لأرضية الكهف في أواخر الثلاثينيات كشف عن شظايا هيكلية لطفل وعدة بالغين. [6]التنقيبات في 1981 أسفرت عن هياكل عظمية بشرية أكثر اكتمالًا من الطبقة السادسة (طبقية من رواسب صخرية وترابية متناسقة داخليًا) والتي تم تأريخها بطريقة الكربون المشع من عينات الفحم بحوالي 16,000 (ق.ح.).
مواقع من العصر الحجري في محافظتي ساباراجاموفا وأوفا في سريلانكا أكدت تقنيات العصر الحجري استمرت على الجزيرة، وإن كان على تردد أقل، في بداية الفترة التاريخية، تقليديًا القرن السادس قبل الميلاد. التسلسلات الحضارية في الملاجئ الصخرية بينت أن الحصى الدقيقة تم استبدالها تدريجيًا بأنواع أخرى من الأدوات من ضمنها أدوات طحن، المدقات، الهاون والمطرقة الحجرية المنحوتة نحو العصر الجليدي المتأخر، تحديدًا 13,000-14,000 (ق.ح.).

### السمات الجسدية والممارسات الحضارية
عينات معينة من رجل بالانجودا قُدر طولها بحوالي 174 سنتميتر للذكور و 166 سنتميتر للإناث، رقم أعلى بشكل ملحوظ من أطوال سكان سريلانكا الحاليين. كان لديهم أيضًا عظام جمجمة سميكة، حواف بارزة فوق الحاجب، أنوف مضغوطة، فكوك ثقيلة، رقبات قصيرة وأسنان كبيرة بشكل واضح.
بصرف النظر عن الحصى الدقيقة، الفؤوس اليدوية من الفترات الثانية والثالثة للعصر الحجري تم اكتشافها في بيلانباندي بالاسا، تمت صناعتهم من الواح مستخرجة من عظام أرجل الفيلة، وكذلك خناجر أو بلطات حجرية مصنوعة من قرن الوعل. من نفس الفترة، هذا الموقع وغيره من المواقع أسفروا عن أدلة للإنتشار الواسع لاستخدام المغرة، الكلاب الأليفة، استعمال مختلف للمساحات، الدفن، والاستعمال القوي للنار.
اكتشافات حضارية أخرى مثيرة للإهتمام من فترة العصور الحجرية الثانية والثالثة شملت مواد التزيين الشخصية والحيوانات المستخدمة كغذاء، مثل عظام السمك، الخرز المصنوع من الصدف وقلادات من الصدف، خرز من فقرات سمك القرش، صدف البحيرة، بقايا الرخويات، موز بري متفحم، قشور ثمار فاكهة الخبز، أدوات مصقولة من العظام.
التكرار الذي بموجبه ظهرت الأصداف البحرية، أسنان القرش وخرز القرش في مواقع كهوف مختلفة يقترح بأن سكان الكهف كانوا على الأرجح على إتصال مباشر بالساحل الذي يبعد حوالي 40 كيلومترًا؛ كهف بيلي لينا أظهر علامات جلب الملح من الساحل.
تقليد العصر الحجري يبدوا على أنه معاصر مع تنقلية عالية، استخدام موارد الغابات المطرية والتأقلم للمناخ المتغير والبيئة المتغيرة. اكتشاف الحصى الدقيقة الهندسية في منطقة هورتون بلينس، الواقعة على الهضبة الجنوبية من المرتفعات الوسطى في سريلانكا، يقترح ذلك أن المنطقة تمت زيارتها من قِبل بشر ما قبل التاريخ من فترة العصر الحجري. أحد التفسيرات المحتملة هو أنه في دورته السنوية للبحث عن الطعام، عاش صيادو ما قبل التاريخ في ملاجئ صخرية ذات أرض منخفضة وزاروا بشكل منتظم منطقة هورتون بلاينس لغرض الصيد، الماشية البرية ــ على الأرجح، أيل الصمبر والغزال ــ وجمع الطعام مثل الحبوب البرية. بينما كان من المحتمل أنه استُخدم كموقع تخييم مؤقت، الانتقال من البحث عن الطعام إلى إنتاج الغذاء ويبدو أن الحبوب المستأنسة وغيرها من النباتات قد بدأت في بعض المناطق المدارية في بداية الهولوسين. حتى ذلك الحين، استغل البشر على الأرجح موارد الأراضي الرطبة والأراضي العشبية والغابات المطيرة في هورتون بلينس باستخدام تقنيات القطع والحرق، وسهلوا نمو حقول الأرز.

## الرابط مع السكان الاصليين
مثل ناس ما قبل التاريخ في الجزيرة، المصادر التاريخية تصف ناس سريلانكا البدائيين بالصيادين جامعي الثمار، الذين سكنوا الكوف الطبيعية وقايضوا طرائدهم وعسلهم مقابل سهم مصنوع من المعدن ورمح مدبب من سكان القرى المجاورة. كان هؤلاء القرويون في الغالب من نسل السكان من الشرق الأوسط، أوروبا والبر الرئيسي الهندي الذين كانوا في فترات مختلفة في الطريق على طول الطرق البحرية أو وصلوا من الهند.  على مر السنين، بينما الفيدا بقوا في الكهوف، تم دمج آخرين مع القرويين المجاورين أو انضموا إلى الحملات العسكرية بقيادة الملوك الكاندينيين خلال عصر مملكة كاندي من أواخر القرن الخامس عشر إلى أوائل القرن التاسع عشر. في حين تم اعتماد لقب الفيدا من قبل بعض السكان المزارعين في الوقت الحاضر في سريلانكا، يبقى من غير الواضح ما إذا كان لديهم أي جذور في جماعات الفيدا التي تتميز بالصيد والبحث عن المؤن.
كشفت السمات المترية والمورفومترية لبقايا الهيكل العظمي القابلة للتحلل من الكهوف السريلانكية سمات تشريحية مماثلة، مما يشير إلى احتمال وجود سلسلة متصلة بيولوجية من "الصياديين- جامعي الثمار " من عصور ما قبل التاريخ في الجزيرة إلى الفيدا، وتقارب بيولوجي وثيق على مدى فترة حوالي 16,000 سنة.<ref name="nature.com">هذا ليس مفاجئًا بالنظر إلى العزلة الجغرافية النسبية للجزيرة حتى القرن الخامس قبل الميلاد عندما وصل مستوطنون من البر الرئيسي الهندي.<ref name="nature.com"> لذلك فإن الفيدا لهم صلة بموضوع درجة العزلة النسبية للإنسان العاقل القديم والمعاصر في سريلانكا عن سكان جنوب الهند.